# Residência permanente

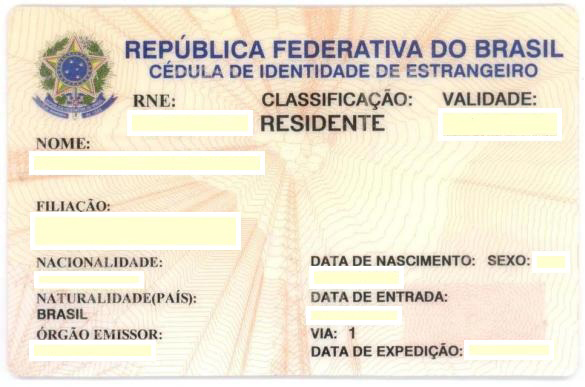
Um antigo RNE brasileiro indicado o status de residente permanente

Residência permanente é o status de residente legal de uma pessoa em um país ou território do qual tal pessoa não é nacional, mas onde possui o direito de residir de forma permanente. Geralmente, essa condição é válida por tempo indeterminado; uma pessoa com esse status legal é denominada residente permanente.
A residência permanente, por si só, é distinta do direito de residência, que dispensa o controle migratório para tais pessoas. Pessoas com residência permanente ainda estão sujeitas ao controle migratório caso não possuam o direito de residência. Contudo, o direito de residência confere automaticamente a residência permanente. Esse status também confere, na maioria dos casos, uma autorização de trabalho. Em muitos países ocidentais, o status de residente permanente confere ao titular o direito de residência, mesmo que este não seja cidadão do respectivo país.

## Nações com sistemas de residência permanente
Nem todas os países permitem a residência permanente e os direitos e procedimentos podem variar amplamente.
Todos os países da União Europeia dispõem de um mecanismo para que uma pessoa se torne residente permanente, já que a legislação da UE permite que um cidadão da UE que se mude para outro país-membro obtenha o status de residente permanente após residir nele por cinco anos. A União Europeia também estabelece os direitos de residência permanente para nacionais de países terceiros que sejam residentes de longa duração conforme a Diretiva (2003/109/EC).
Os residentes permanentes dos Estados da União Europeia, que são cidadãos de outro país-membro, desfrutam de direitos adicionais, tal como votar nas eleições para o Parlamento Europeu (e, em alguns casos, em eleições municipais e regionais) em seu país de residência. Por exemplo, um cidadão romeno residene na França poderá votar nas eleições locais e nas eleições para o Parlamento Europeu na França (mas pode fazê-lo na Romênia).
No caso de Hong Kong e Macau, ambas regiões administrativas especiais da China que não possuem leis próprias de nacionalidade, o termo “residente permanente” aplica-se às pessoas com o direito de residência nesses territórios. A maioria dos residentes permanentes de ascendência chinesa são cidadãos chineses, de acordo com a lei de nacionalidade chinesa.
Outros países apresentam diversas formas desse tipo de residência e mantêm relações variadas com outros países no que diz respeito à residência permanente.

## Órgãos nacionais
No Brasil, o órgão estatal que regula e autoriza a residência de estrangeiros é a Polícia Federal. Em Portugal, tal função é exercida pela Agência para a Integração, Migrações e Asilo (AIMA), que em 2023 substituiu o Serviço de Estrangeiros e Fronteiras (SEF).